# Austerfield
Austerfield è un villaggio e parrocchia civile dell'Inghilterra, appartenente alla contea del South Yorkshire.